# Oeuvre van Marius Monnikendam
Dit artikel geeft een overzicht van het oeuvre (composities en publicaties) van Marius Monnikendam, gesorteerd naar genre.

## Composities

### Werken voor orkest
- Symfonische beweging Arbeid (1931)
- Concert, voor orgel en strijkorkest (1938)
- Sinfonia super "Merck toch hoe sterck", voor piano en kamerorkest (1943)
- Mouvement symphonique (1950)
  1. Moderato - Allegro - Tempo 1e - Piu allegro - Allegro molto - Andante maestoso
- Concert voor trompet en hoorn (1952)
- Variations symphoniques (1954)
- Concert, voor twee trompetten, twee trombones en orgel (1956) 
  1. Allegro-Andante
  2. Andantino
  3. Rondino (Allegro)
- Ouverture, voor grote orgel en orkest (1960)
- Vision, voor kamerorkest (1963)
- Suite, voor orkest (1963)
  1. Cortege
  2. Ritornel en studentenlied
  3. Rondena
- Variations symphoniques super "Merck toch hoe sterck", voor orkest (1963)
- Concert, voor piano en orkest (1974)
- Concert, voor orgel en kamerorkest (1977)

## Werken voor harmonieorkest
- Petite suite (1953)

### Vocale muziek

#### Oratoria
- Noé ou La destruction du premier monde, oratorium voor 2 spreekstemmen, sopraan, alt, bariton (tevens spreekstem), gemengd koor, kinderkoor (SA) en orkest (1955) - tekst: Robert Morel
  1. Le carneval de la terre
  2. Le déluge
  3. La découverte du nouveau monde

#### Werken voor koor
- Magnificat, voor mannenkoor (TTBB) en orgel (1923)
- Missa Nova, voor driestemmig gemengd koor (STB) en orgel (1928)
- Laudate Dominum, voor tweestemmig mannenkoor en orgel (1934)
- Reizangen uit 'Maagden' en 'Noah' van Vondel, voor vrouwenkoor of mannenkoor en orkest (1937) - tekst: Joost van den Vondel
  1. De wijnpers van Gods grimmigheid
  2. Gij, zaal'ge eng'len, altemaal
  3. Wie Gods almogendheid
- Boetpsalmen (1938)
- Hymne van St. Chrystophoor, voor gemend koor en orkest (1938) - tekst: Anton van Duinkerken
- Ave Maria, voor vijfstemmig gemengd koor (SATBrB) en orgel (1943)
- Missa parvulorum, a duabus choris organo comitante (1944)
- Te Deum, voor gemengd koor en orkest (1945)
- 12 tweestemmige gezangen a capella (1946)
- Sinfonia Sacra (1947-52)
- Ballade des Pendus (1949)
- Canon voor het Heilig Jaar, voor unisono koor en piano (1950) - tekst: Abraham Jan Daniël van Oosten
- Plange, motet voor mannenkoor (TTBrBB) (1950)
- Litaniae Lauretaniae, voor vierstemmig mannenkoor en orgel (1951)
- Missa parvulorum a duabus choris organo comitante (1951)
- Jan van Riebeeck taferelen, suite voor stemmen en instrumenten (1952) - tekst: Prof. Wisse Alfred Pierre Smit - geschreven en gecomponeerd in opdracht van het gemeentebestuur van Culemborg ter gelegenheid van de Jan van Riebeeckherdenking 1952
- St. Gabriël-hymne, voor declamatie, spreekstem (vrouwenstem), gemengd koor, 1-stemmig jongenskoor en orkest (1953)
- Missa festiva, voor gemengd koor en orgel, trompet & trombone ad libitum (1954)
- Magnificat, voor mannenkoor (TTBB), sopraan (solo) en instrumenten (1956) - ook in een versie voor gemengd koor, sopraan (solo) en 2 piano's
- Klaagzangen van Jeremia, voor declamator, alt, gemengd koor en piano (1956)
- Veni creator, voor mannenkoor, kinderkoor ad libitum en orgel, met 2 trompetten en 2 trombones ad libitum (1957)
- Veni, Sancte Spiritus, voor mannenkoor (TTBB) en orgel (1958)
- Legende de St. Nicolas (1959)
- Symbolum - a recitative credo, voor gemengd koor met orgel, 2 trompetten en 2 trombones ad libitum (1961)
- Missa pro defunctis, voor mannenkoor, altstemmen (kinderkoor), alt, orgel en 2 slagwerkers (1961)
- Psalm 50 "Have mercy on me, O God", voor 3 gelijke stemmen met orgel (1963)
- Kinderkruistocht, voor vrouwenkoor, 7 houtblazers en slagwerk (1967)
- Via sacra, voor jongenskoor, jeugdkoor, gemengd koor (SAATBB), spreker(s), slagwerk en orgel (1969)
- Trois psaumes (Psalmen 25, 23 en 148) pour le temps present, voor sopraan, alt, tenor, bas, gemengd koor en orkest (1971)
- Christmas cycle, zes kerstliederen voor gemengd koor en orgel (1973)
- Alleluia!, voor gemengd koor en orgel (1975)
- Elckerlyc, voor mannenkoor (TTBB), jongenskoor en orkest (of: gemengd koor (SATB), jongenskoor en orkest) (1975) - tekst: Jan Engelman
- Heart-rhythm, voor mannenkoor (TTBB), spreekstem, 3 slagwerkers, orgel en contrabas (1975) - gecomponeerd ter gelegenheid van het Europees Cardiologencongres 1976
  1. Preparation
  2. Appeal
  3. Ascension
  4. The space
- Gloria, voor gemengd koor, orgel en orkest (1976)
- O Roma, voor unisono koor en orgel

#### Liederen
- De kinkhoorn, Nederlandsche volksliederen voor uit en thuis, met begeleiding van blokfluit, gitaar en mandoline (1944)
- Kerstleis in G majeur, voor kinderstem (of zangstem) en piano (1946)
- Kerstlied: Die soete Jesus, voor zangstem en piano (1949) - Bijlage bij 'Mens en Melodie', december 1949 met drie Oud-Hollandsche kerstliederen
  1. In 't steedetje van Nazareth -  voor zangstem, dwarsfluit en orgel (of piano)
  2. Herders, hij is geboren - voor zangstem en drie strijkinstrumenten
  3. In 't stalleken van Bethlehem -  voor zangstem, fluit en piano
- Cantico delle creature di San Francesco d'Assisi, voor sopraan, harp en strijkers (1952-1954)
- Tre cantici, voor sopraan en orgel (1971)	
  1. Alleluia
  2. Ubi est caritas
  3. Gloria laus
- Kerstliederen, voor zangstem en piano
  1. 't Stalleken van Bethleem
  2. Kerstlied voor het huisgezin
  3. Klein, klein Jezuken
  4. Begin van den kerstnacht - tekst: Abraham Jan Daniël van Oosten
  5. Kerstleis
  6. Wiegeliedje
  7. Wiegeliedje
  8. Kerstlied
  9. Pastorale - tekst: Jan Engelman
- Maria Godes moeder, voor zangstem en 2 violen
- Vastenavondlied, voor zangstem en piano - tekst: Wim Snitker

### Kamermuziek
- Sonate, voor cello en piano (1925)
- Intrada and sortie - processional and recessional, voor orgel en 1 of 2 trompetten en 1 of 2 trombones (1959)
- Suite in C, voor fluit, hobo, clarinet, fagot en harp (1960)
- Toccata-batalla, voor 2 trompetten, 2 trombones, pauken en orgel (of orgel solo) (1972)

### Werken voor orgel
- Toccata (1936) - opgedragen aan Charles Tournemire
- Tema con variazione per la notte di natale (1951) - opgedragen aan Flor Peeters
- Choral (1951)
- Toccata (1957)
- 10 Inventiones (1959)
- Marcia funebre (1959)
- Rondeña, voor orgelpedaal en pauken (1960)
- Sonata da chiesa (1961)
- Cortège (1963)
- Toccata II (1970) - opgedragen aan Flor Peeters
- Two themes with variations, variaties over "Frère Jacques" en "Veni Creator Spiritus" (1971)
- Prelude "The bells" (1972)
- Fugue sur les petits et les grands jeux (1974)
- Postludium (super FeikE (A)Asma) (1974)
- Invocatio (1975)
- Voluntary (1975)
- Toccate concertante (1976)
- Toccate pentecosta - "Veni sancte spiritus, et emitte caelitus lucis tuae radium" (1977)
- 12 Inventies
- Choral

### Werken voor piano
- Six inventions à deux voix (1928)
- Le carillon de cithère, uit de film: «Le mirioir parlant» (1938)
- Sonate biblique pour le fête de Noël, voor piano vierhandig
- Sonatine (1968)

### Werken voor beiaard
- Thema met variaties op de hartslag (1976)
- Fantasie op "O heer, die daer des Hemels tente spreyt" - Valerius' gedenkclanck

## Publicaties
- Exotische muziekinstrumenten - de collectie "Scheurleer" in het nieuwe museum te 's-Gravenhage, in: Het R.K. bouwblad : veertien daagsch tijdschrift voor bouw- en aanverwante bedrijven, Vol. 8, No. 10/jaargang 1936, pp. 152-156
- César Franck, Amsterdam : Uitgeversmaatschappij Holland, 1949. 204 p.
- Vijftig meesterwerken der muziek vol. 1, Den Haag : Dieben, 1953. 157 p.
- Vijftig meesterwerken der muziek vol. 2, Den Haag : Dieben, 1960. 132 p.
- Vijftig meesterwerken der muziek vol. 3, Den Haag : Dieben, 196?. 120 p.
- Igor Strawinsky, biografie, Haarlem: J.H. Gottmer, 1966. 278 p.
- Nederlandse componisten van heden en verleden, Amsterdam: A.J.G. Strengholt, 1968, 280 p.